# Lingua uigura
La lingua uigura (in alfabeto panturco: Uyğur tili, arabo: ئۇيغۇر تىلى, cirillico: Уйғур тили; in cinese 維吾爾語T, 维吾尔语S, Wéiwú'ěryǔP) ovvero l'uiguro (Uyğurçe ئۇيغۇرچە Уйғурче) è una lingua turcica parlata in Cina dagli uiguri nello Xinjiang (chiamato dai separatisti anche Turkestan Orientale o Uiguristan).
Nel 2022, è parlata da 10,4 milioni di parlanti totali.

## Distribuzione geografica
In Cina l'uiguro è parlato da 8.500.000 persone (2004), per lo più residenti nella regione autonoma del Xinjiang. In Kazakistan lo uiguro è parlato da 300.000 persone, e vi sono comunità di madrelingua uigura anche in Afghanistan, Australia, Germania, India, Indonesia, Kirghizistan, Mongolia, Pakistan, Arabia Saudita, Taiwan, Tagikistan, Turchia, nel Regno Unito, negli Stati Uniti d'America, ed in Uzbekistan. Nel 2019, i parlanti nativi sono in totale 10,4 milioni; dunque, l'uiguro è formato in gran parte da parlanti madrelingua.
Nello Xinjiang si pubblicano circa 80 quotidiani e periodici in uiguro; inoltre esistono cinque emittenti televisive e dieci case editrici. Tutte le informazioni e le notizie diffuse dai media devono sottostare allo scrutinio delle autorità.

### Lingua ufficiale
Gli Uiguri sono uno dei 56 gruppi etnici della Cina, e lo uiguro è una delle lingue ufficiali del Xinjiang.

### Dialetti e lingue derivate
Tre dialetti uiguri sono stati identificati dagli etnologi: uiguro centrale, hotan (hetian), e lop (luobu). Le due lingue principali dello Xinjiang sono lo uiguro ed il cinese, poco diffuso nello Xinjiang meridionale.

## Classificazione
Lo uiguro è una lingua turca, inclusa da alcuni linguisti nella famiglia linguistica delle lingue altaiche.

## Fonologia
La struttura sillabica può seguire il modello CV, CVC, o CVCC. Tuttavia la fonologia uigura tende a semplificare i gruppi fonemici di consonanti attraverso l'elisione e l'epentesi. Lo uiguro non è una lingua tonale, e possiede l'armonia vocalica propria anche di altre lingue turche.
Vi è una distinzione tra vocali lunghe e brevi, che rispondono diversamente ad alcuni processi fonologici, anche se l'ortografia ufficiale non compie la distinzione tra questi diversi tipi vocalici, né tra la /i/ dentale e /ı/ velare, che pure gioca un fondamentale ruolo fonologico.
Degno di nota è il fenomeno della "riduzione" o dell'"innalzamento" delle vocali, per cui le vocali non arrotondate in sillaba iniziale aperta, sono pronunciate [e] se seguite da /ı/ o /i/ (scritto i), mentre le vocali arrotondate in sillaba aperta non finale cambiano in [ɪ] (scritto i). Ad esempio /al-Iŋ/ → eliŋ! (cfr. il turco alın!) ‘prendi!', /ata-lAr-Im-Iz/ → atilirimiz (cfr. il turco atalarımız) ‘i nostri padri’— anziché *etilirimiz. Ciò perché in uiguro la seconda sillaba ha una /a/, anziché una /ı/: ata ‘padre’; cf. /at-Im-Iz/ → etimiz (cfr. il turco atımız) ‘il nostro cavallo’).

## Grammatica
Lo uiguro è una lingua SVO, ovvero le frasi seguono un ordine Soggetto Verbo Oggetto. Le posposizioni, i genitivi, gli aggettivi ed i numerali sono in genere preposti al verbo ed agli interrogativi. Lo uiguro ha prefissi suffissi. L'ordine della frase distingue tra soggetto ed oggetto indiretto, argomento e commento. Sono 8 i casi del sostantivo, indicati da specifici suffissi. I suffissi del verbo marcano persona, oggetto, numero, la seconda persona plurale e 3 livelli di rispetto. Tipi di verbi comprende passivo, riflessivo, reciproco e causale.

## Vocabolario
Il lessico dell'uiguro deriva dal turco, però, similmente all'uzbeco, ha ricevuto moltissimi prestiti dal persiano. Molti internazionalismi sono diventati parte dell'uiguro tramite il russo ed i prestiti più recenti vengono dal cinese. Secondo studi storici le origini della lingua uigura provengono dalle tribù nomadi del regno Xiognu, le quali si presuppone parlassero una rudimentale lingua turcofona, al contrario di altri nomadi più occidentali appartenenti al ceppo indoeuropeo.

## Sistema di scrittura
Tradizionalmente l'alfabeto usato per la scrittura era l'alfabeto arabo, il cui uso inizia nel X secolo. Nel 1969 il governo cinese ha introdotto un alfabeto latino molto simile all'alfabeto turco. L'alfabeto arabo-persiano è stato reintrodotto nel 1983, arricchito di nuovi segni diacritici che consentissero di distinguere tutte le vocali dell'Uiguro. L'alfabeto cirillico è stato usato nelle aree precedentemente controllate dall'ex Unione Sovietica, mentre un secondo alfabeto latino basato sull'ortografia della lingua turca è usato in Turchia e su Internet.
La seguente tabella presenta un confronto tra l'alfabeto arabo (Ⱪona Yeziⱪ, Qona Yeziq “Vecchia scrittura”), l'alfabeto latino (Yengi Yeziⱪ, Yeŋi Yeziq “Nuova scrittura”) usato dal 1969 al 1987, e che corrisponde all'ortografia del Turco, e l'alfabeto fonetico internazionale (AFI). La tabella è organizzata secondo l'alfabeto attualmente in uso.
Per la corretta visualizzazione della tabella potrebbe essere necessaria l'installazione dei font Unicode. La "e" uigura, corrispondente alla "e" turca, non è inclusa nella tabella.
| Arabo | Latino | Turco | AFI  |    | Arabo | Latino  | Turco     | AFI |
| ----- | ------ | ----- | ---- | -- | ----- | ------- | --------- | --- |
| ئا    | A a    | A a   | /a/  |    | ق     | Ⱪ ⱪ     | K k       | /q/ |
| ئە    | Ə ə    | E e   | /æ/  | ك  | K k   | K k     | /k/       |     |
| ب     | B b    | B b   | /b/  | ڭ  | -ng   | -ng     | /ŋ/       |     |
| پ     | P p    | P p   | /p/  | گ  | G g   | G g     | /ɡ/       |     |
| ت     | T t    | T t   | /t/  | ل  | L l   | L l     | /l/       |     |
| ج     | J j    | C c   | /dʒ/ | م  | M m   | M m     | /m/       |     |
| چ     | Q q    | Ç ç   | /tʃ/ | ن  | N n   | N n     | /n/       |     |
| خ     | H h    | H h   | /x/  | ه  | Ⱨ ⱨ   | H h     | /h/       |     |
| د     | D d    | D d   | /d/  | ئو | O o   | O o     | /o/       |     |
| ر     | R r    | R r   | /r/  | ئۇ | U u   | U u     | /u/       |     |
| ز     | Z z    | Z z   | /z/  | ئۆ | Ɵ ɵ   | Ö ö     | /ø/       |     |
| ژ     | Ⱬ ⱬ    | J j   | /ʒ/  | ئۈ | Ü ü   | Ü ü     | /y/       |     |
| س     | S s    | S s   | /s/  | ۋ  | V v   | V v     | /v/       |     |
| ش     | X x    | Ş ş   | /ʃ/  | ئې | E e   | E e     | /e/       |     |
| غ     | Ƣ ƣ    | Ğ ğ   | /ʁ/  | ئى | I i   | İ i/I ı | /i/ o /ɨ/ |     |
| ف     | F f    | F f   | /f/  | ي  | Y y   | Y y     | /j/       |     |